# 朝鮮天道教会中央指導委員会
朝鮮天道教会中央指導委員会（ちょうせんてんどうきょうかいちゅうおうしどういいんかい）は、朝鮮民主主義人民共和国（北朝鮮）の宗教団体。

## 概要
ソ連占領下の1946年2月1日に認可を受けて「天道教北朝鮮宗務院」が創立される。1949年に一旦、解散するが、1974年2月に再び結成される。支配政党の朝鮮労働党の衛星政党である天道教青友党と連携しており、宗教施設は持っていない。現在、北朝鮮国内には約320万人の天道教の信者がいるというが、宗教活動は厳しく統制されている。